# بطولة أوروبا لكرة السلة 2019–20
بطولة أوروبا لكرة السلة 2019–20 . أقيم خلال الفترة 2 أكتوبر 2019 وحتى 29 أبريل 2020، وأشرف على تنظيمه الاتحاد الأوروبي لكرة السلة، وكان عدد الأندية المشاركة فيه  32.